# Prodănești (okręg Gałacz)
Prodănești – wieś w Rumunii, w okręgu Gałacz, w gminie Berești-Meria. W 2011 roku liczyła 124 mieszkańców.